# شهادة سلام المعيارية
شهادة سلام المعيارية عبارة عن تصنيف عالمي للفنادق يوفر معلومات حول الفنادق «المواتية لاستقبال المسلمين». وذلك حسب المعايير التي تم استيفاؤها حيث أن الفندق يمكن أن يحصل على الوضعية البرونزية، الفضية، الذهبية، أو البلاتينية. تقوم وزارة السياحة والثقافة الماليزية ومركز السياحة الإسلامية بتنظيم ودعم شهادة سلام المعيارية  والتي تم طرحها في اجتماع اللجنة الدائمة للتعاون الاقتصادي والتجاري التابعة لمنظمة التعاون الإسلامي سنة 2017. وتم اعتماد أكثر من 55,000 فندق في عام 2017. تدير تريبفيز للأسفار شهادة سلام المعيارية، وهي شركة يوجد مقرها في ماليزيا.

## الغاية
تهدف شهادة سلام المعيارية إلى زيادة معايير الجودة وشفافية الفنادق للمسافرين المسلمين.

## التاريخ
تأسست شهادة سلام المعيارية في أكتوبر 2015 من قبل فايز فضل الله ويورغن غاليستل. [7] وفي أبريل 2017 تم استبدال نظام التصنيف المكون من ثلاث مراحل إلى نظام الأربع مراحل الحالي. [8]

## التصنيف

### المعايير البرونزية
- 100 %من غرف الفندق مجهزة بدُش / مرحاض أو حوض استحمام / مرحاض
- توفر سجادة صلاة للمسلمين في الغرفة أو إمكانية طلبها
- اظهاراتجاه الصلاة (القبلة) للمسلمين في الغرفة أو امكانية الاستفسار عنها

### المعايير الفضية
- توفر لائحة بالغرفة تتضمن المطاعم الموجودة بالقرب من الفندق والتي تقدم الطعام الحلال، أو إمكانية طلبها عند الحاجة
- لا يحتوي الميني بار الموجود في الغرفة على أي مشروبات كحولية (وفي حال وجودها يتم إزالتها عند الطلب)

### المعايير الذهبية
- يقدم الفندق مأكولات حلالا معتمدة (وجبة الفطور و\أو خدمة الغرف)

### المعايير البلاتينية
- الفندق خال من الكحول بشكل كامل